# Lene Kjelgaard Jensen
Lene Brix Kjelgaard Jensen (født 13. maj 1958) er en dansk kommunalpolitiker, der var borgmester i Thisted Kommune fra 2010 til 2017. Hun var medlem af Venstre indtil hun i juni 2017 skiftede parti til Det Konservative Folkeparti.

## Biografi
Lene Kjelgaard er født i Hammer Bakker nord for Aalborg i 1958. Hun er opvokset på en landsbrugsejendom tæt ved Østervrå i Vendsyssel. Handelseksamen fra Frederikshavn Handelskole i 1978, hvorefter hun var lærer på Hobro-Hadsund Handelskole frem til 1984. Men en HD i regnskabsvæsen fra 1983 blev hun ansat som revisor frem til 1984, hvor hun blev ansat som regnskabschef i Hirtshals. Fra 1991 frem til borgmesterposten var hun ansat som underviser på Thisted Handelskole.

## Politisk karriere
Kjelgaard meldte sig ind i Venstre i slutningen af 1990'erne, hvor hun besad flere tillidsposter i partiet lokalt. Kjelgaard blev valgt første gang ved kommunalvalget i 2001 i den daværende Thisted Kommune for Venstre med 346 personlige stemmer. Hun blev i 2005 valgt til sammenlægningsudvalget for ny Thisted Kommune.
I marts 2009 blev Lene Kjelgaard valgt som Venstres borgmesterkandidat foran daværende viceborgmester Arne Kaspersen. Ved kommunalvalget i november samme år fik Kjelgaard næstflest personlige stemmer efter Socialdemokratiets borgmesterkandidat, men sammen med Det Konservative Folkeparti og Dansk Folkeparti kunne Kjeldgaard sætte sig i borgmesterposten.
Ved kommunalvalget i 2013 genvandt Kjelgaard borgmesterposten. Også denne gang var det med støtte fra Det Konservative Folkeparti og Dansk Folkeparti, der tilsammen kunne mønstre 16 ud af 27 mandater i byrådet. Venstre gik næsten fem procent frem og blev byrådets største parti.
I begyndelsen af 2016 udbrød der uro i Venstres byrådsgruppe. Kjelgaard havde meddelt, at hun var villig til at fortsætte som Venstre borgmesterkandiat. To modkandidater havde meldt sig på banen, og ved opstillingsmødet blev Kjelgaard slået Niels Jørgen Pedersen. I juni 2017 meddelte Kjelgaard, at hun skifter fra Venstre til Det Konservative Folkeparti, idet hun ønskede at fortsætte i kommunalpolitik ved det kommende kommunalvalg.

## Tillidsposter
- 2002-2006: Byrådsmedlem i Thisted Kommune
- 2006-2006: Medlem af sammenlægningsudvalget for ny Thisted Kommune
- 2006-xx: Bestyrelsesmedlem for Hanstholm Udviklings- og Uddannelsescenter (HUC)[10]
- 2007-xx: Formand for Venstre i Thisted Kommune[11]
- 2010-17: Borgmester for Thisted Kommune.

Listen er ufuldstændig.